# Shaula

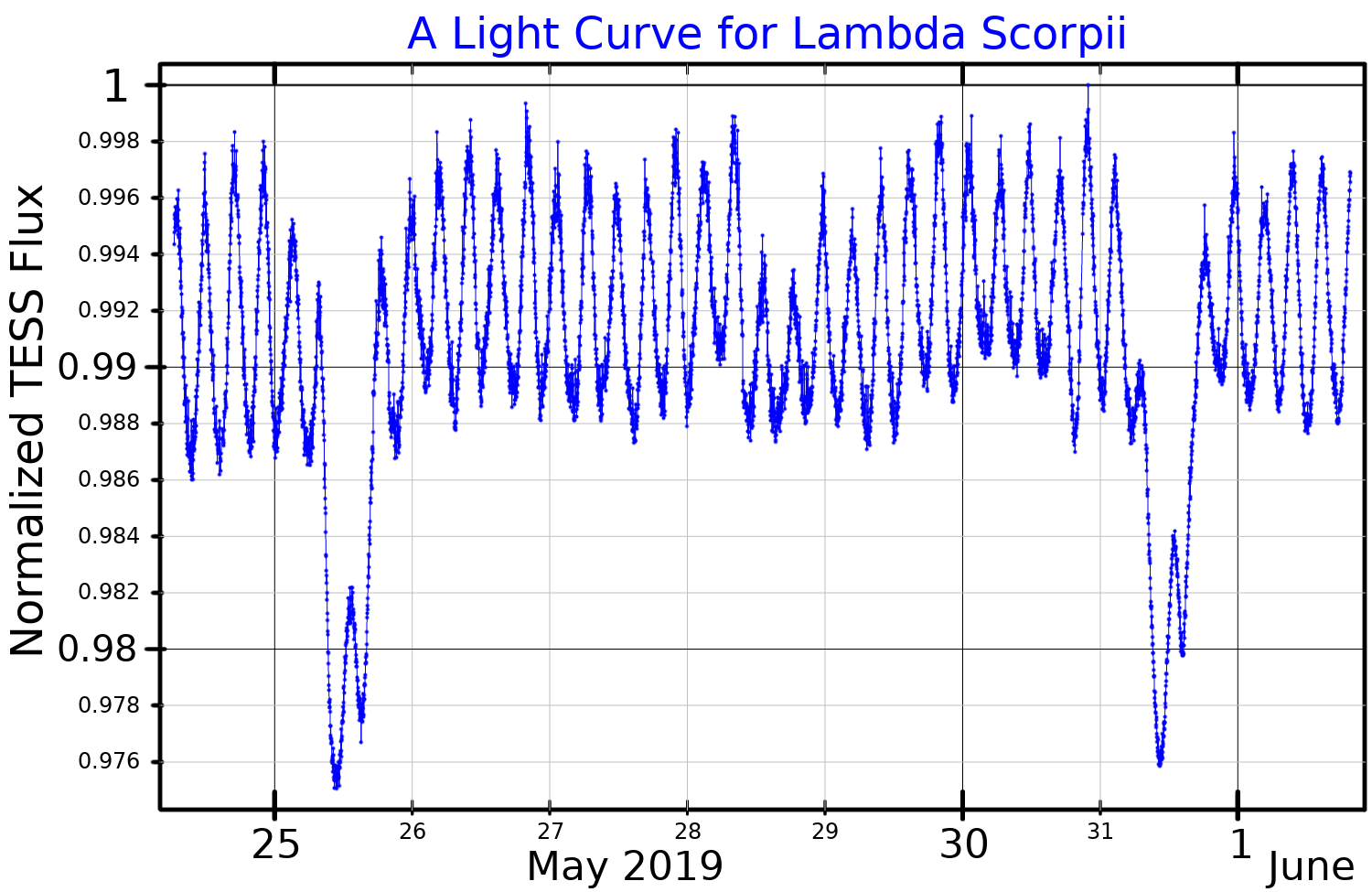
Lichtkromme van Shaula

Shaula (lambda Scorpii) is een heldere ster in het staartgedeelte van het sterrenbeeld Schorpioen (Scorpius).

## Culminatie van Shaula, Lesath, en Fuyue
Gezien vanuit de Benelux klimt Shaula, tijdens het culmineren ervan, tot 2 graden boven de zuidelijke horizon. Op een halve graad ten west-zuidwesten van Shaula bevindt zich de iets minder heldere ster Lesath (υ Scorpii, Upsilon Scorpii). Beide sterren vormen een gemakkelijk herkenbaar duo tijdens pogingen om het eindgedeelte van de staart van het sterrenbeeld Schorpioen nog net boven de zuidelijke horizon te zien prijken. Op 3 graden ten oosten van Shaula kan G Scorpii (Fuyue) worden opgespoord, die eveneens tot 2 graden boven de zuidelijke horizon kan klimmen.